# Абу-ль-Касим (султан Рума)
Абу-л-Касим — самопровозглашённый правитель султаната Рума, управлявший им с 1086 по 1092 годы.
В 1086 году султан Сулейман ибн Кутулмыш погиб в борьбе с сирийскими эмирами, а его два сына были пленниками: один из них — в Ираке, другой (Кылыч-Арслан I) — у Мелик-Шаха I.
До этого султан расставил в некоторых городах эмиров, признававших его власть: Чаху в Смирне, Абу-л-Касима в Никее, и его брата — эмира Пулхаса в Каппадокии. После его гибели они посчитали себя свободными от всяких обязательств, и начали проводить самостоятельную политику.
Касиму удалось захватить власть в Никее и провозгласить себя новым султаном Рума (альтернативное название Конийского султаната), однако его власть распространялась лишь на Вифинию и Каппадокию, где правил его брат.

## Война с Византией
После утверждения своей власти новый султан решил упрочить её победами над соседями. Наиболее удобным из них была Византийская империя, ещё 15 лет назад владевшая всей Малой Азией. В этом он был не одинок — эмир Чаха начал именовать себя императором и договаривался с печенегами о совместной осаде Константинополя.
Несмотря на то, что между государствами был заключён мир, Касим решил построить военный флот на верфях острова Хиос. Однако ромейские полководцы Мануил Вутумит и Татикий одержали над ним верх, и султану пришлось заключить мирный договор.

## Смерть
Долгое время провёл у султана Абуль-Касим, но, несмотря на все старания, ничего не добился. Затем он направился к Бузану, но встретил по дороге двадцать отборных сатрапов, которых послал против него Бузан (ведь от последнего не укрылся уход Абуль-Касима из Никеи). Сатрапы схватили его, набросили ему на шею сделанную из тетивы петлю и задушили.
Неудачные действия Касима вызвали гнев правителя государства Великих Сельджукидов. Понимая это, Абу отправился с дарами в ставку султана.
Однако тот не пожелал говорить со своим слугой. Параллельно он решил освободить сыновей Сулеймана, и таким образом, Кылыч-Арслан становился новым султаном Рума. Таким образом, судьба Касима была предрешена, и его задушили.